# Bayou Macon
Bayou Macon è un bayou situato in Arkansas e Louisiana. Ha origine nella Contea di Desha, in Arkansas, e scorre verso sud, tra il fiume Boeuf ad ovest e il Mississippi ad est, prima di sfociare nel Joe's Bayou a sud di Delhi, nella parrocchia di Richland, in Louisiana. Bayou Macon è lungo circa 351 km.
L'area del bayou fu teatro di importanti azioni durante la guerra civile americana, in particolare il 1º reggimento della fanteria volontaria del Kansas fu attivo nel maggio 1863 nelle aree allora note come Caledonia e Pin Hook.

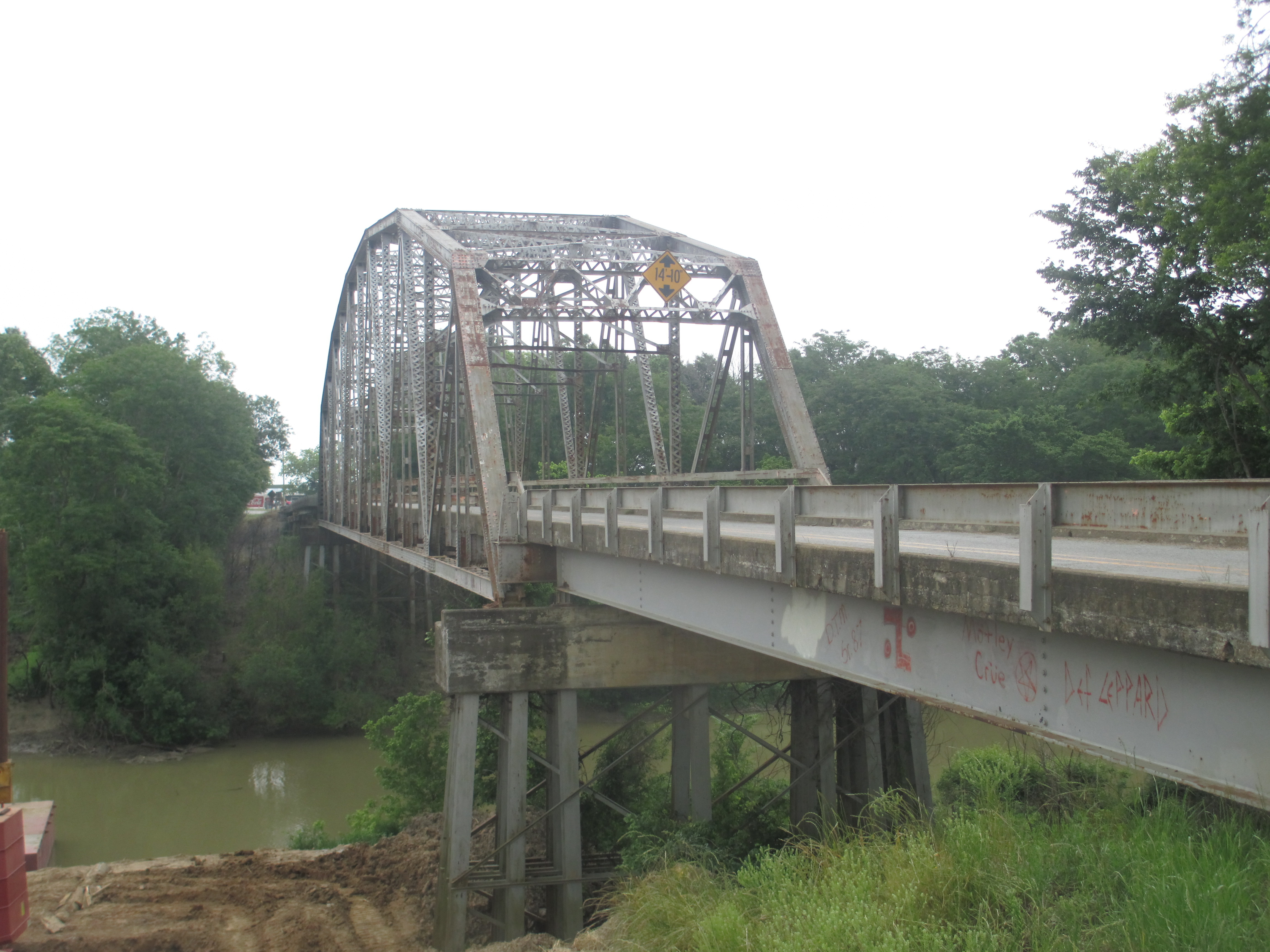
Questo ponte del 1962 sul Bayou Macon (fotografia del 2013) tra la parrocchia di East Carroll e West Carroll. nel nord-est della Louisiana, fu sostituito il 24 marzo 2014 con una nuova struttura. Circa 700 veicoli sulla Highway 134 attraversano il ponte quotidianamente. Il governatore Bobby Jindal giunse da West Carroll per l'inaugurazione.

La Bayou Macon Wildlife Management Area comprende 6.919 acri nella parrocchia di East Carroll e fu acquisita dal Dipartimento della Fauna e della Pesca della Louisiana nel 1991.